# Arlington Road - L'inganno
Arlington Road - L'inganno (Arlington Road) è un film del 1999 diretto da Mark Pellington. Il film è liberamente ispirato all'attentato di Oklahoma City, che sconvolse gli Stati Uniti anche per l'identità wasp dei colpevoli.

## Trama
Michael Faraday, vedovo professore di storia, vive a Washington assieme al figlioletto Grant. Un giorno salva da uno strano incidente il figlio dei vicini di casa, con i quali fa amicizia. Oliver e Cheryl Lang sono persone educate e simpatiche ma, con il tempo, Michael si insospettisce a causa di alcuni strani accadimenti. I coniugi Lang non sono quel che sembrano, Michael è solo una pedina del loro piano dietro il quale si nasconde un motivo angosciante, il terrorismo. Quindi Michael comincia ad indagare sul passato di Lang e scopre così che aveva assunto identità diverse per nascondere ciò che faceva contro il governo. Faraday cerca allora di capire quali siano i loro obiettivi e pensa di riuscire a sventare un attacco alla sede a Washington dell'FBI quando capisce troppo tardi di essere stato usato lui stesso per compiere il primo di una serie di attacchi terroristici.